# ヤーコフ・チェレヴィチェンコ
ヤーコフ・チモフェーヴィッチ・チェレヴィチェンコ（ロシア語: Яков Тимофеевич Черевиченко, 1894年9月30日 - 1976年7月4日）は、ソ連の軍人。大将。

## 経歴
ノヴォショーロフカ村（現ロストフ州オルロフスキー地区）出身。1914年、ロシア帝国軍に召集され、下士官として第一次世界大戦に従軍。1917年11月、赤衛隊に入隊。
1918年から赤軍。1919年から共産党員。ロシア内戦時、小隊長、騎兵中隊長、騎兵連隊長補佐、連隊長として、白軍、ポーランド軍、マフノ一派と戦った。1921年、騎兵課程を修了。1924年、レニングラード高等騎兵学校を卒業し、騎兵連隊長補佐、連隊長、独立騎兵中隊長を歴任。1927年8月から騎兵連隊長、連隊長補佐。1929年、騎兵指揮要員完全化課程を修了。1931年、V.I.レーニン名称軍事政治アカデミー附属指揮官軍事政治課程を修了。1935年、M.V.フルンゼ名称軍事アカデミーを卒業。1937年6月、第31騎兵師団長。1938年3月、第3騎兵軍団長。1940年6月、キエフ特別軍管区の騎兵群長。1940年7月、オデッサ軍管区司令官。
独ソ戦時、第9軍、第21軍、南部戦線及びブリャンスク戦線の司令官、クリミア戦線及び北カフカーズ戦線の副司令官、ザカフカーズ戦線黒海軍集団司令官、第5軍司令官、北西戦線副司令官、ハリコフ軍管区司令官を歴任した。1944年1月～1945年4月、最高司令部スタフカと第1白ロシア戦線付となる。 1945年4月、第7狙撃軍団長。
戦後、1945年に狙撃軍団長、1948年、タヴリーダ軍管区司令官。1950年、退役。第1期ソ連最高会議代議員。

## 表彰・受勲
レーニン勲章2個、十月革命勲章、赤旗勲章4個、一等クトゥーゾフ勲章、二等スヴォーロフ勲章、赤星勲章を受章。